# Бубе гробари
Бубе гробари (лат. Nicrophorus) су род инсеката који припада реду тврдокрилаца и породици стрвинара (Silphidae). Одликује их сапрофагна исхрана и сложена брига о потомству. Највећи број врста има карактеристичне наранџасто-црне шаре. Народни назив дугују особини да закопавају лешеве ситних топлокрвних кичмењака, а потом на њима полажу јаја и одгајају легло.